# 遠雄金融中心
遠雄金融中心（英文：Farglory Financial Center），又名遠雄信義金融大樓，一棟位於臺灣臺北市信義區的摩天大樓，2013年落成，為遠雄企業團旗下物業，由遠雄人壽於2008年以新台幣129億元買下。位於信義計畫區A1地塊，總共擁有1,418坪土地，是目前信義計畫區唯一獲美國綠建築協會領先能源與環境設計（LEED）及中華民國內政部綠建築標章雙金雙認證的綠色環保低碳商務辦公大樓。大樓高208米，共地上32層地下4層，主結構為鋼骨SC，是臺灣第九高、臺北市第五高、信義計畫區第四高的建築物（同區最高建築物為台北101，第二高為臺北南山廣場，第三高為國泰置地廣場）。

## 圖片集

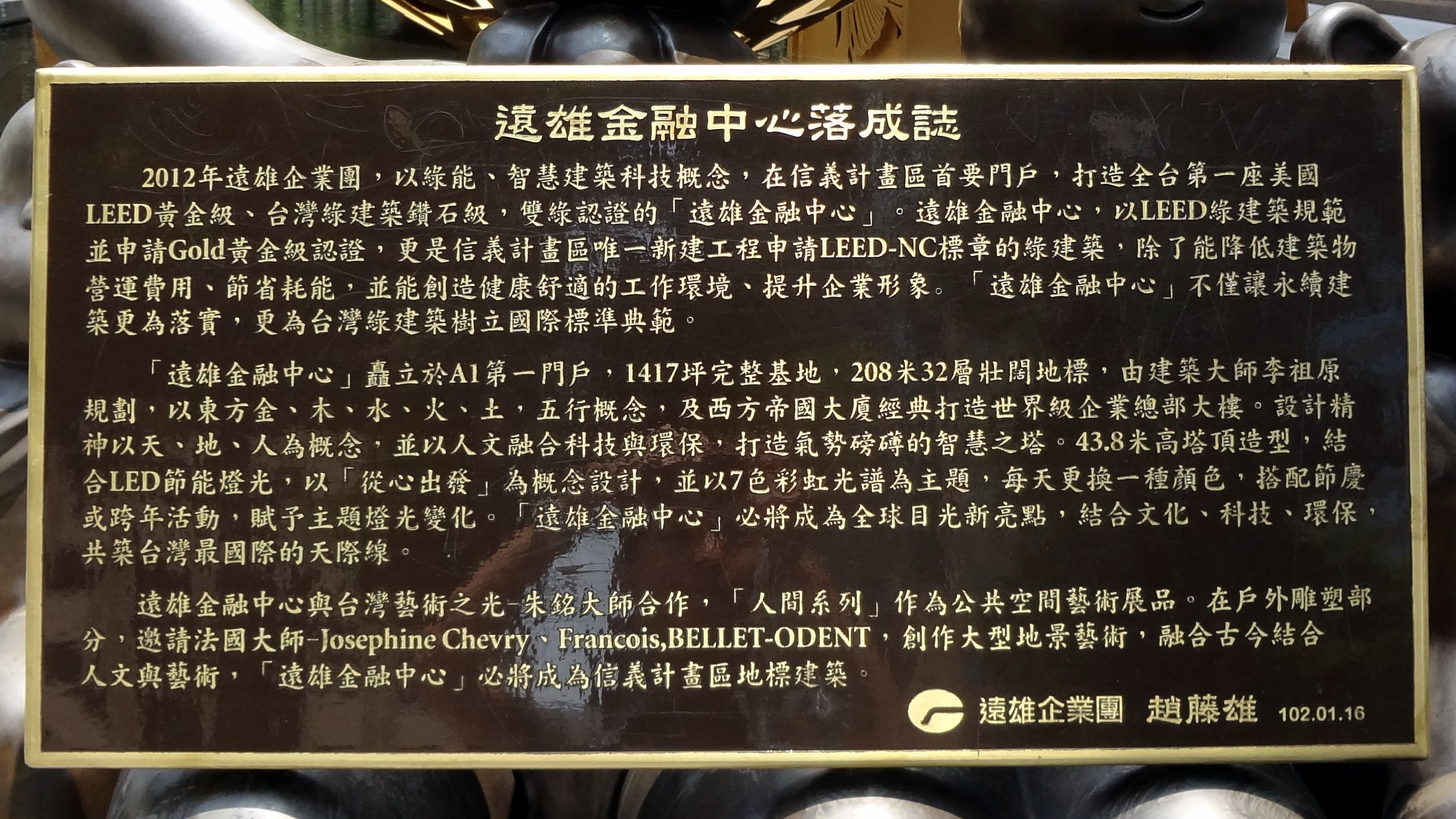
落成誌銅板
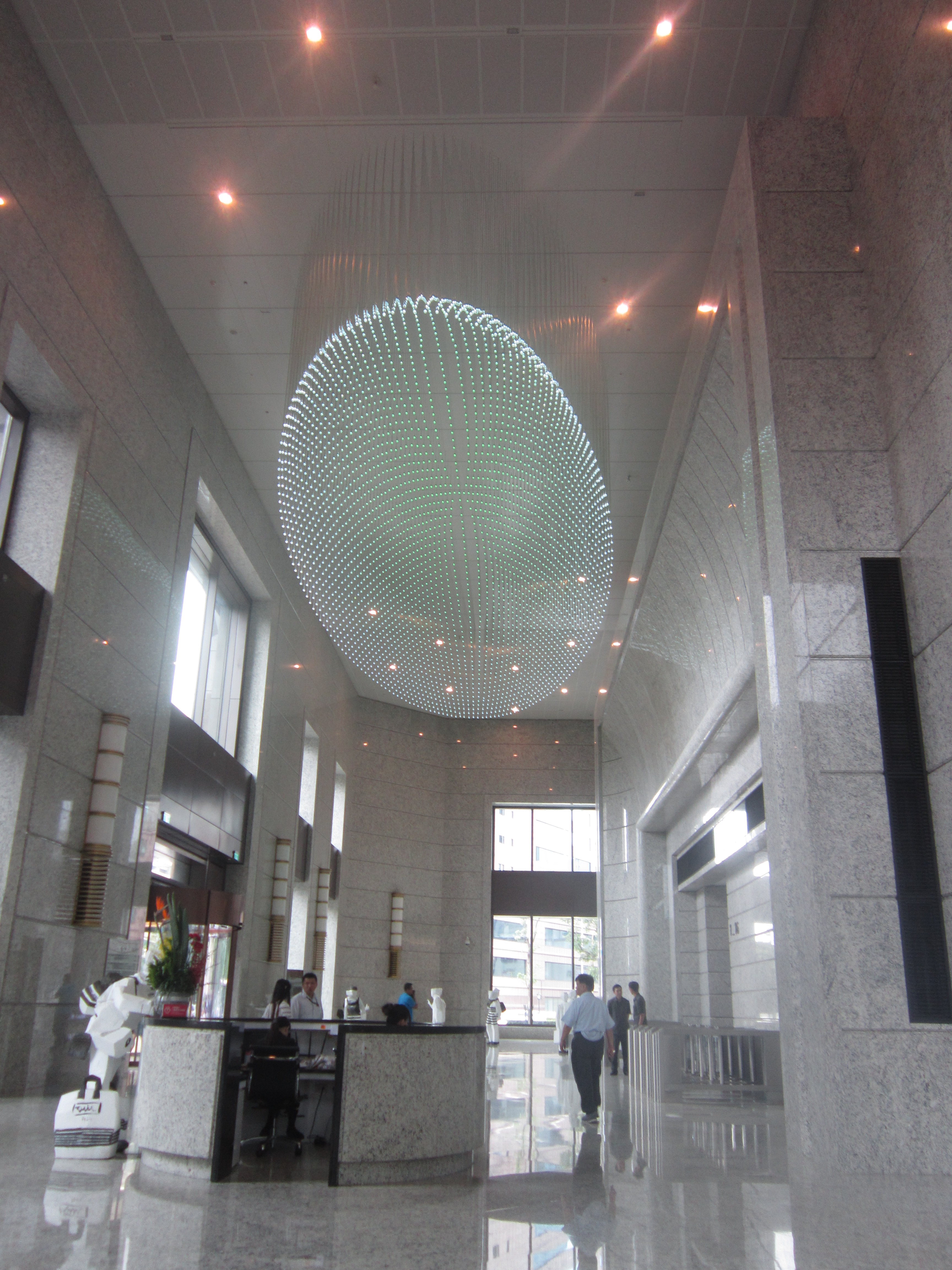
一樓大廳
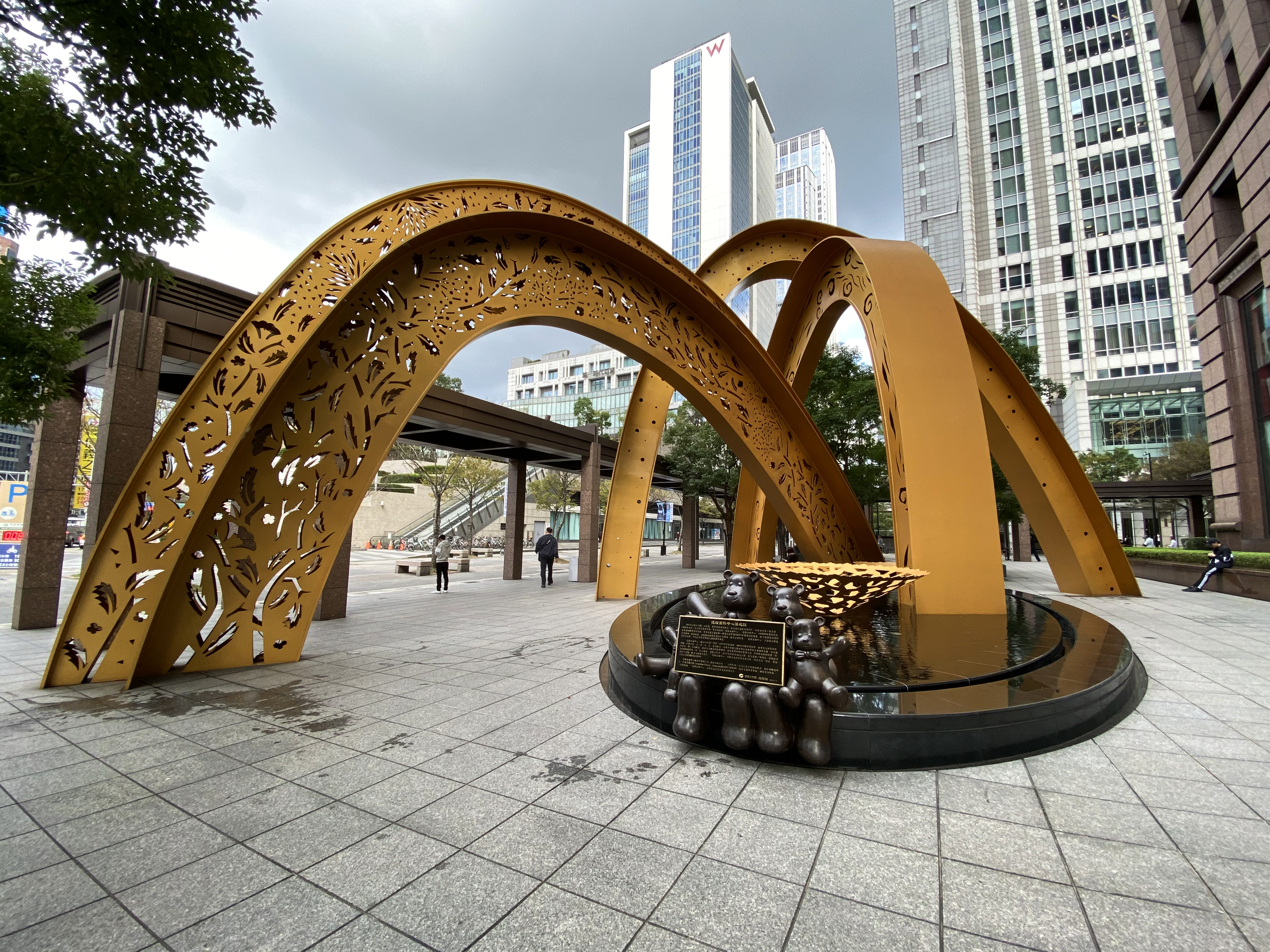
戶外廣場雕塑